# Venissa Head
Venissa Anne Head (Merthyr Tydfil, 1º settembre 1956) è un'ex discobola e pesista britannica.

## Palmarès
| Anno | Manifestazione | Sede        | Evento           | Risultato | Misura  | Note |
| ---- | -------------- | ----------- | ---------------- | --------- | ------- | ---- |
| 1983 | Mondiali       | Helsinki    | Getto del peso   | 10ª       | 18,05 m |      |
| 1983 | Mondiali       | Helsinki    | Lancio del disco | 17ª       | 53,78 m |      |
| 1984 | Olimpiadi      | Los Angeles | Getto del peso   | 6ª        | 17,90 m |      |
| 1984 | Olimpiadi      | Los Angeles | Lancio del disco | 7ª        | 58,18 m |      |
| 1986 | Commonwealth   | Edimburgo   | Lancio del disco | Argento   | 56,20 m |      |
| 1986 | Europei        | Stoccarda   | Lancio del disco | 12ª       | 52,04 m |      |